# Голестан
Голестан (на персийски: گلستان) е един от останите (провинции) в Иран. Намира се в северната част на страната, има излаз в югоизточната част на Каспийско море и заема площ 20 367 km2. Населението наброява около 1.8 млн. души, 51% от които живеят в градовете на остана. Етническият състав е разнообразен, включва персийци, туркмени, белуджи. Административният център на провинцията е град Горган.

## Етимология
Исторически територията е известна под името Горган (گرگان), в превод от персийски страна на вълци. На средноперсийски език (пахлави) е Гурган, на староперсийски език се споменава в Бехистунския надпис като Варкана. Староперсийското название се възпроизвежда в старогръцки език като Ирканиа (Υρκανία), в латинския като Хирканиа (Hyrcania).
При административното учредяване на остана сегашното наименование Голестан е заимствано от известния в региона парк. В превод означава розова градина и с това име се прави връзка с природното зелено богатство на провинцията.

## История
Югоизточният бряг на Каспийско море е богат на археологически обекти от праисторическо време. Намерени са материални доказателства за човешко присъствие по тези земи, датиращи от бронзовата епоха.
Названието на областта Хирканиа, известно от времето на Ахеменидите, се споменава от гръцките историци, описващи походите на Александър Македонски на изток. Царският му дворец се намира в град Задракарта, най-големия в региона и столица на Хирканиа. Съществува предположение, че сегашния град Горган, по-рано наричан Астарабад/Естрабад, в миналото е древната Задракарта.
Международните и иранските експедиции откриват археологически обекти, свидетелстващи за съществуването на територията на остана на държавите на Ахеменидите, Партите, Селевкидите и Сасанидите. Тук все още могат да се видят руините с характерните за всяка епоха архитектура и строителни материали. Писмените източници дават сведения за борбите, водени между поредицата династии, управлявали Хирканиа. Горган по време на Сасанидите се оформя като преходна територия между Мазандаран с неговия субтропичен климат на запад и сухите степи и пустинята Каракум на изток.
Арабите нахлуват на територията на сегашния остан Голестан (Горган) през 7 век. По сведения на ислямските географи Горган по това време е плодороден аграрен район. По-късно той става известен в ислямския свят със своето производство на коприна, което процъфтява до Монголското нашествие. До края на 11 век управлението на територията често се сменя. През този период най-продължително, макар и оспорвано от други арабски кланове, територията е управлявана от Зияридите. Последният правител от тази династия, Гиланшах, през 1090 г. отстъпва властта над Горган на наместника на селджукския султан Малик Шах I. При неговото управление плодородните пасища на Горган стават достъпни за туркменските номадски племена от селджукската империя и те постепенно се настаняват в източните райони.
Монголското нашествие през 13 век има разрушителни последствия за провинцията, населението масово се избива, а градовете ѝ се превръщат в руини. По-късно те се опустошават от атаките на Тимур.
Началния период на управлението на Сефевидите през 17 век е време, през което провинцията отново се развива и просперира. При Сефевидите продължава заселването на туркменските племена и регионът през 18 век се превръща в база, подхранваща мощта на Каджарските туркмени.
Ослабването на сефевидската държава в началото на 18 век позволява на Петър Велики да завладее през 1723 г. прикаспийските провинции и да назначи там свой губернатор. Руските сили остават в региона до 1734 г., когато го напускат, отстъпвайки на Надер Шах, основателя на туркменската династия на Афшаридите.
Каджарската династия налага своето управление в региона в края на 18 век. Началото на 19 век е съпроводено с атаките на узбекските племена, политическите игри на Великобритания, намесата на Русия и нейните неуспешни опити да завземе югоизточния бряг на Каспийско море. Към средата на века кризата на русско-персийските отношения излиза от острата фаза. През това време столицата Астарабад се развива и процъфтява, за което спомага активната търговия с Русия.
Каджарската династия губи властта в началото на 20 век и след кратко време тя се поема от последната иранска шахска династия Пахлави.

## Административно деление
Като административна единица остан Голестан се образува през 1997 г., при което шахрестаните Горган и Гонбад-е Кавус се отделят от остан Мазандаран.
Всеки остан в Иран се дели на шахрестани, които състоят от бахши, те на свой ред съдържат най-малките административни единици – дехестани. Административният център на шахрестан е град, който носи името на шахрестана. Голестан е разделен на 14 шахрестана. Административният център на провинцията е град Горган.
| Карта на Голестан | Шахрестани |
| ----------------- | --- |
|                   | 1. Мараветапе 2. Калале 3. Галикаш 4. Минудащ 5. Азадшахр 6. Рамиан 7. Алиабад 8. Горган 9. Кордкуй 10. Бандар-е Газ 11. Торкаман 12. Гомишан 13. Аггала 14. Гонбад-е Кавус |

## География
Голестан е разположен в северен Иран и заема площ 20 367 km2. На север граничи с Туркменистан, на изток с остан Северен Хорасан, на юг с остан Семнан, на запад с Мазандаран. В централната част на остана се намират равнинни степи. На север има пустинни области. Югозападният край на остана има излаз на Каспийско море, на юг са разположени планините на веригата Алборз. Най-високата точка на остана е връх Шавар с височина 3 945 m.
През остана минават три пълноводни реки – Горганруд, Гарасу и Атрак.
Останът се дели на четири климатични зони, които се определят от релефа и близостта към морето. Пустинната част на север е със студени зими и топли и сухи лета; западната равнинна област е с хладни зими и горещи и влажни лета; в централните и източните райони зимите са относително студени, а летата топли и влажни; много студени зими и топли и сухи лета са в южните и югоизточните части на остана.
В остана се намират почти 30% от горите на Иран. Те покриват около 420 хиляди хектара, разпределени между южните и югоизточните области на остана и част от централната равнина. Пасищата заемат около 1.3 милиона хектара.

## Население
| Етнически групи в остан Голестан | Етнически групи в остан Голестан | Етнически групи в остан Голестан | Етнически групи в остан Голестан | Етнически групи в остан Голестан |
| -------------------------------- | -------------------------------- | -------------------------------- | -------------------------------- | -------------------------------- |
| Етнос                            |                                  |                                  | Проценти                         |                                  |
| Персийци                         | Персийци                         |                                  | 43.3%                            | 43.3%                            |
| Туркмени                         | Туркмени                         |                                  | 34.2%                            | 34.2%                            |
| Белуджи                          | Белуджи                          |                                  | 12.9%                            | 12.9%                            |
| Тюрки                            | Тюрки                            |                                  | 8.3%                             | 8.3%                             |
| Други                            | Други                            |                                  | 4.1%                             | 4.1%                             |

Съгласно националното преброяване през 2011 г. населението на провинцията е 1 777 014 души, от които 906 182 души живеят в градовете, 70,1% са на възраст между 15 и 64 години, 4,5% са над 65 години и 25,3% са под 15 години. Средният годишен прираст на населението между 2006 и 2011 г. е 1,90%, плътността е 87 души/km2. 83% от населението на Голестан е грамотно (възрастова група над 6 г.).
Етническият състав на остана е един от най-разнообразните в Иран. Мнозинството са персийци, ако се включи и групата, говореща мазандарански език. Персийците се смятат за коренното население на Голестан.
Туркмените заселват тези земи в резултат на многобройните и честите нашествия от съседните територии и основно обитават северните райони на остана. Туркменското население е групирано в две големи племена, всяко от които е разделено на няколко клана.
По-малките етнически групи са белуджи и тюркоезичните азербайджанци и къзълбаши. В провинцията също така живеят немногобройни общности от арменци, грузинци, казахи.
Мнозинството на населението изповядва ислям, като последователите на шиитския му клон са основно персийци. Сунизмът е разпространен главно сред туркмените, казахите и белуджите. Религиозните малцинства са зороастрийци, християни, евреи и бахаи.

## Икономика
Голестан е остан с развито селско стопанство. Сред основните продукти, произвеждани на неговата територия, са пшеница, ръж, памук, ориз, фъстъци. Произвеждат се също разнообразни маслодайни култури (слънчоглед, маслини), плодове и зеленчуци. В животновъдството се използват както традиционните, така и съвременните индустриални начини за отглеждане на животни. Пасищата на Голестан се използват основно за овцевъдство, стадата се водят от местните туркмени и от овчарите на съседните провинции Северен Хорасан и Семнан.
Развити са птицевъдство, рибовъдство, пчеларство. В шахрестаните Минудащ и Рамиан се отглеждат копринени буби.
Промишлените предприятия са предимно от хранително-вкусовия отрасъл. Те преработват продукцията на остана и произвеждат захар, брашно, пречистен памук, млечни продукти, талашитови плоскости. Произвежда се също селскостопанска техника.
Природните забележителности на Голестан правят го популярна дестинация за вътрешния туризъм.

## Образование
1. Голестански Университет[11]
2. Горгански Университет за Селскостопански Науки и Природни Ресурси[12]
3. Голестански Медицински Университет[13]
4. Ислямски Свободен Университет на Азадшахр
5. Ислямски Свободен Университет на Горган
6. Ислямски Свободен Университет на Алиабад Катул[14]

## Забележителности
Най-голяма историческа и архитектурна забележителност на остана е най-високата в света тухлена кула в град Гонбад-е Кавус. Хилядогодишнината от нейното построяване е отбелязана с включването на кулата в списъка за световното наследство на ЮНЕСКО.
Известна природна забележителност е Националният парк Голестан, най-старият в Иран и често наричан Голестанска джунгла. Разположен е на територията на три остана – Голестан, Семнан и Северен Хорасан – и е с площ 91 890 ha. Хабитат е за над 150 вида птици, персийски леопарди, кафяви мечки, диви свине, азиатски вълци, сърни, джейрани, диви кози и др. Тук все още се намират гепарди, но каспийските тигри, обитавали по-рано този парк, са изчезнал вид.

## Галерия
- Шахрестан Алиабад
- Шахрестан Алиабад
- Шахрестан Рамиан
- Шахрестан Рамиан
- Град Горган
- Фолклорен музикален ансамбъл